# Gökçebelen, Gazipaşa
Gökçebelen là một xã thuộc huyện Gazipaşa, tỉnh Antalya, Thổ Nhĩ Kỳ. Dân số thời điểm năm 2011 là 242 người.